# Stamnodes artemis
Stamnodes artemis là một loài bướm đêm trong họ Geometridae.